# Daniel-Sorin Gheba
Daniel-Sorin Gheba (n. 13 ianuarie 1978, Craiova, România) este un politician român, ales deputat în 2020 din partea USR.